# ملعب الأكاديمية
ملعب الأكاديمية The Academy Stadium هو ملعب كرة قدم يقع في منطقة مانشستر في إنجلترا، ويشكل جزءًا من حرم الاتحاد Etihad Campus. تم في سبتمبر 2023 تغيير اسم الملعب إلى ملعب جوي Joie Stadium لأسباب الرعاية.  تم الإعلان عنه في 19 سبتمبر 2011 كجزء من مكان تدريب بمساحة 80 فدانًا لتلبية احتياجات حوالي 400 لاعب شاب في وقت واحد،   افتتاح المكان في 8 ديسمبر 2014. تم افتتاح الملعب من قبل طلاب جامعة مانشستر متروبوليتان، الذين لعبوا المباريات الرسمية الأولى على أرض الملعب في 14 ديسمبر 2014  يعد ملعب الأكاديمية موطنًا لفريق Elite Development Squad (أكاديمية مانشستر سيتي) للرجال وفرق الأكاديمية العليا الأخرى، بالإضافة إلى فريق مانشستر سيتي للسيدات، الذين يلعبون أيضًا مباريات مختارة في ملعب مدينة مانشستر.
يضم استاد الأكاديمية العديد من المرافق الأكثر شيوعًا في الملاعب الأكبر حجمًا، منها غرفة الصحافة وغرفة مجلس الإدارة والمكاتب ومساحات بيع التجزئة.  يقع الملعب على بعد 400 متر فقط من ملعب مدينة مانشستر، ويرتبط عبر جسر بطول 190 مترًا عبر تقاطع طريق أشتون الجديد وطريق آلان تورينج. 
تم استخدام الملعب عام 2016 كأحد ملعبين لبطولة العالم للرجبي تحت 20 عامًا في اتحاد الرجبي.  عام 2022، استضاف بعض مباريات دور المجموعات خلال بطولة أمم أوروبا للسيدات.

## بطولة أمم أوروبا للسيدات 2022
كان الملعب أحد الملاعب العشرة المستخدمة في بطولة أمم أوروبا للسيدات عام 2022، حيث استضاف مباريات المجموعة الرابعة إلى جانب ملعب نيويورك. 
| التاريخ       | المنتخب1 | المنتخب 2 | نتيجة | حضور  | البطولة                            |
| ------------- | -------- | --------- | ----- | ----- | ---------------------------------- |
| 10 يوليو 2022 | بلجيكا   | آيسلندا   | 1-1   | 3,859 | أمم أوروبا للسيدات 2022 المجموعة د |
| 14 يوليو 2022 | إيطاليا  | آيسلندا   | 1-1   | 4,029 | أمم أوروبا للسيدات 2022 المجموعة د |
| 18 يوليو 2022 | إيطاليا  | بلجيكا    | 0-1   | 3,919 | أمم أوروبا للسيدات 2022 المجموعة د |